# Cairns Cove
Die Cairns Cove ist eine Bucht an der Nordküste Südgeorgiens. Sie liegt auf der Westseite der Right Whale Bay.
Wissenschaftler der britischen Discovery Investigations kartierten sie 1930 und benannten sie als Haste Cove. Das UK Antarctic Place-Names Committee widerrief diese Benennung im Jahr 1959. Nach einer hydrographischen Vermessung mit dem Schiff HMS Owen von 1960 bis 1961 wurde die Bucht nach Petty Officer Peter Thomas Cairns (* 1929) von der Royal Navy benannt, einem Mitglied des Vermessungsteams.